# Alfred Rohm
Alfred Emanuel rytíř Rohm z Hermannstaedtenu (německy Alfred Emanuel Ritter Rohm von Hermannstädten) (26. března 1858 Sibiu – 29. listopadu 1925 Vídeň) byl rakousko-uherský generál. Kromě služby u různých vojenských posádek působil v letech 1897–1905 v císařské vojenské kanceláři (Militär Kanzlei Seiner Majestät des Kaiser und Königs). Za první světové války dosáhl v c. k. armádě hodnosti polního zbrojmistra a v roce 1917 byl zástupcem ministra války.

## Životopis
Narodil se jako prostřední ze tří synů vojenského lékaře Josefa Rohma (1810–1890) povýšeného v roce 1873 do šlechtického stavu s titulem rytíř (predikát von Hermannstaedten je německou verzí názvu města Sibiu, kde rodina žila). Studoval na Technické vojenské akademii ve Vídni a v roce 1878 nastoupil jako poručík k 2. ženijnímu pluku. Později si doplnil vzdělání na Válečné škole (K.u.k. Kriegschule) ve Vídni a v roce 1884 byl jako nadporučík přidělen ke generálnímu štábu. V roce 1888 byl povýšen na kapitána a od roku 1894 byl šéfem štábu 10. pěší divize v Josefově. V letech 1897–1905 působil ve vojenské kanceláři císaře Františka Josefa, kde byl v roce 1900 povýšen na plukovníka.
V roce 1906 dosáhl hodnosti generálmajora, poté byl velitelem pěšího pluku č. 94 a následně velitelem 28. pěší brigády v Šoproni. Od roku 1910 byl sekčním šéfem na ministerstvu války a téhož roku získal hodnost polního podmaršála. V říjnu 1914 obdržel čestnou hodnost polního zbrojmistra, k datu 1. května 1915 mu byla tato hodnost potvrzena v aktivní službě. V roce 1916 získal titul c. k. tajného rady s nárokem na oslovení Excelence. Od května do listopadu 1917 byl zástupcem ministra války. Koncem roku 1917 odešel do výslužby a v armádě byl formálně penzionován k datu 1. ledna 1919. Od té doby žil v soukromí ve Vídni.
Jeho starší bratr Josef Franz Rohm (1855–1922) působil v diplomacii a naposledy byl generálním konzulem v Anconě. Mladší bratr Rudolf Rohm (1866–1945) působil ve státních službách a byl sekčním šéfem na ministerstvu vnitra.

## Tituly a ocenění
Během vojenské kariéry obdržel řadu ocenění nejen v Rakousku-Uhersku, ale díky několikaleté službě v císařské vojenské kanceláři i vyznamenání při návštěvách zahraničních panovníků.

### Rakousko-Uhersko
- Válečná medaile (1879)
- Jubilejní pamětní medaile (1898)
- Bronzová vojenská záslužná medaile (1900)
- Služební odznak pro důstojníky III. třídy (1903)
- Řád železné koruny III. třídy (1903)
- rytířský kříž Leopoldova řádu (1905)
- Vojenský jubilejní kříž (1908)
- Služební odznak pro důstojníky II. třídy (1913)
- Vojenský záslužný kříž III. třídy (1914)
- Vyznamenání za zásluhy o Červený kříž s válečnou dekorací (1915)
- komandérský kříž Leopoldova řádu s válečnou dekorací (1915)
- Bronzová vojenská záslužná medaile (1916)
- Řád železné koruny I. třídy s válečnou dekorací (1917) [12]

### Zahraničí
- Řád thajské koruny III. třídy (1897, Siam)
- Řád Takova II. třídy (1900, Srbsko)
- Řád červené orlice II. třídy (1900, Německo)
- Řád lva a slunce II. třídy (1900, Persie)
- rytíř Řádu Albrechtova (1903, Sasko)
- Řád Leopolda (1904, Belgie)
- Řád svatého Olafa (1904, Norsko)
- Domácí řád vendické koruny (1904, Meklenbursko)
- Železný kříž II. třídy (1916, Německo)
- Řád Medžidie I. třídy (1917, Osmanská říše)
- Železný kříž I. třídy (1918, Německo)